# Boulyendé
Boulyendé est une commune rurale située dans le département de Manni de la province de la Gnagna dans la région de l'Est au Burkina Faso.

## Géographie
Boulyendé – commune agropastorale à centres d'habitations dispersés – est situé à 4 km au Nord de Bourgou, à 10 km au Sud-Est du chef-lieu du département Manni et à 4 km à l'Est de la route nationale 18.

## Santé et éducation
Le centre de soins le plus proche de Boulyendé est le centre de santé et de promotion sociale (CSPS) de Bourgou.